# Густав Людвігсон
Густав Людвігсон (швед. Gustav Ludwigson, нар. 20 жовтня 1993, Гетеборг) — шведський футболіст, нападник південнокорейського клубу «Ульсан Хьонде». Виступав також за низку шведських клубів. Володар Кубка Швеції.

## Ігрова кар'єра
Густав Людвігсон народився 1993 року в місті Гетеборг, та є вихованцем футбольної школи клубу «Мелнлюке». У 2011 році Людвігсон розпочав грати в основній команді клубу, в якій виступав до 2014 року, взявши участь у 53 матчах чемпіонату, в яких відзначився 27 забитими голами.
На початку 2014 року нападник перейшов до клубу «Севедаленс», у складі якого також зумів відзначитися бомбардирським здібностями, відзначившись до кінця 2017 року 23 голами в 59 проведених матчах за клуб. З 2018 року футболіст грав у складі клубу «Ергрюте», де також став одним із кращих бомбардирів, відзначившись 23 забитими голами у 59 матчах за клуб.
У 2020 році Людвігсон став гравцем клубу «Гаммарбю», у якому в перший рік виступів став володарем Кубка Швеції. У «Гаммарбю» футболіст також став одним із кращих бомбардирів, відзначившись 32 забитими голами у 88 матчах за клуб. З 2023 року шведський нападник грає в південнокорейському клубі «Ульсан Хьонде», де став одним із основних гравців атакувальної ланки команди.

## Титули і досягнення
- Володар Кубка Швеції (1):

«Гаммарбю»: 2020–2021